# Neoscleropogon nicoteles
Neoscleropogon nicoteles là một loài ruồi trong họ Asilidae. Neoscleropogon nicoteles được Walker miêu tả năm 1849. Loài này phân bố ở miền Australasia.